# Claudia Schmidtke
Claudia Schmidtke (nascida em 29 de março de 1966) é uma cardiologista alemã e política da União Democrata-Cristã (CDU) que actua como membro do Bundestag pelo estado de Schleswig-Holstein desde 2017.
Schmidtke tornou-se membro do Bundestag nas eleições federais alemãs de 2017. Ela derrotou Gabriele Hiller-Ohm do SPD, tornando-se na primeira MP da CDU a ocupar o cargo desde 1969. Ela é membro do Comité de Saúde.